# 711
Cette page concerne l'année 711  du calendrier julien. Pour l'année 711 av. J.-C., voir 711 av. J.-C.  Pour les commerces de proximité, voir 7-Eleven.
L'année 711 est une année commune qui commence un jeudi.

## Événements
- Le roi Maya de Palenque Kan Xul II (K'inich K'an Joy Chitam II.) est capturé par le seigneur de Toniná[1].
- Inde : les Arabes de Muhammad ben al-Qasim s'emparent de la région de l'Indus et fondent la province du Sind (711-713)[2].

### Europe
- 14 avril : début du règne de Dagobert III, roi des Francs (fin en 715)[3].
- 27 avril : début de l'invasion de l'Espagne par l'armée berbère.
  - Le chef berbère Tariq ibn Ziyad, gouverneur de Tanger nommé par Musa, reçoit par l’intermédiaire de Julien, prince berbère chrétien de Ceuta, un appel du roi Wisigoth Agila II, destitué par Rodéric (Rodrigue). Le 27 avril, à la tête de 7000 hommes, il prend pied sur les falaises des Colonnes d'Hercule ; il les occupe et fortifie le rocher de Gibraltar, qu'il baptise d'après son propre nom (Djabal-al-Tariq)[4].
- 19 - 26 juillet : bataille de Guadalete[5]. Les Wisigoths de Rodéric sont battus par les musulmans de Tariq ibn Ziyad, qui fait la conquête de l'Espagne en trois années. Tariq prend Cadix, Ecija, Cordoue puis Tolède en octobre[6].
  - Confusion dans la péninsule ibérique : les Juifs d’Espagne, victimes d’une législation anti-judaïque, sont prêts à recevoir les étrangers libérateurs. Les esclaves s’enfuient des domaines.
  - Si l’idée, bien ancrée dans la tradition, de la trahison des Juifs n’est pas attestée, il est certain que les musulmans, à chaque prise de ville, ont rameuté dans les campagnes à la ronde les Juifs qui s’y terraient, pour les obliger à assurer la garde armée de la nouvelle conquête (notamment à Cordoue, Grenade, Séville et Tolède).
- 11 décembre : assassinat de Justinien II et de son fils Tibère au cours d’une révolte menée par l’arménien Philippikos[7].
- 15 décembre : début du règne de Philippicos, empereur byzantin (fin en 713)[8]. Son avènement (il est monothéliste) provoque des émeutes à Rome. Début d’une période d’anarchie dans l’empire byzantin (711-717)[9].

- En Italie, les troupes de Ravenne se révoltent, tuent l’exarque Jean Rhizocope et se donnent un chef[10].

## Décès en 711
- 14 avril : Childebert IV, roi des Francs[3].
- Juillet : Rodéric.
- 11 décembre : Justinien II Rhinotmète, empereur byzantin.